# Автокаталог
Автокаталог е годишно издание на списание Club S1 с главен редактор инж. Иван Тенчев. Сред авторите са
инж. Илчо Йорданов, инж. Иля Селиктар, инж. Асен Мазгарев, Йордан Севов, Стефан Илиев.
Основните раздели на Автокаталог са:
- уводни обзорни текстове – технически и икономически – за автомобилния бизнес в България и по света, развитието на продуктите свързани с автомобилите като масла, козметика, тунинг, мода и други;
- представяне на автомобилните марки – уводен текст за всяка и състоянието и, последните новости, концептуални модели и очаквани модели, представяне на съществуващата гама модели – с акцентиращ на важните характеристики текст;
- таблици с основните технически характеристики на модификациите, ценови листи – възможно най-подробна информация за всеки модел и модификация с базови цени и екстри.